# أحمد الدربي
أحمد محمد هزاع الدربي مواطن سعودي كان محتجزا في معسكرات الاعتقال في خليج غوانتانامو، في كوبا في الفترة من أغسطس 2002 إلى مايو 2018؛ في مايو 2018، نقل إلى الحجز السعودي. ولد الدربي في 9 يناير 1975 في الطائف في السعودية. وقد قبض عليه في أذربيجان في يونيو 2002، وقامت القوات الأمريكية بتسليمه إلى أفغانستان، حيث احتجز في قاعدة بغرام الجوية، ثم نقل إلى غوانتانامو في أغسطس من ذلك العام.
في فبراير 2014، أقر الدربي بالتهم الموجهة إليه بشأن الإرهاب أمام لجنة عسكرية في قضية الهجوم الذي وقع في أكتوبر 2002 على ليمبورغ، وهي ناقلة نفط فرنسية قبالة اليمن. وبحلول وقت الهجوم، كان الدربي قد اعتقل بالفعل في غوانتانامو ولكنه أتهم فيما بعد بأنه المسؤول عن التخطيط للهجوم. وهو المعتقل السادس الذي يعترف بذنبه في التهم الموجهة إليه، وذلك من أجل إقرار الحكم الصادر بحقه وموعد مغادرته غوانتانامو.